# Карана

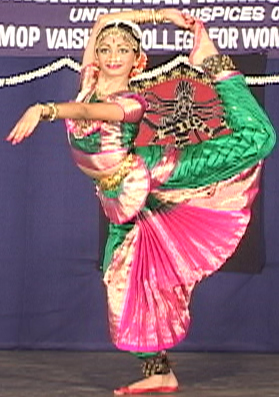
Вариант Парсваникуттакам-карана (Parsvanikutttakam karana).

Караны — 108 ключевых переходов в классических индийских танцах, описанных в Натья-Шастре. Карана — санскритское отглагольное существительное, означающее «выполнение».

## Описание
В Натья-Шастре говорится, что караны — это «каркас» для «марги», который, как предполагается, должен духовно просвещать зрителей, в отличие от деси, цель которой — это всего лишь развлечение публики. Как трактует Натья-Шастра: «Тот, кто хорошо исполняет эту карану, созданную Махешварой (Maheswara), придёт, освобождённым ото всех грехов, в жилище этого божества».

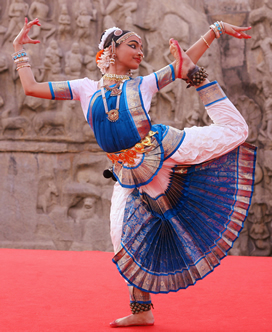
Вариант Врсчикакуттитам-карана (Vrscikakuttitam karana).

Некоторые из наиболее известных интерпретаций каран были сделаны Падмой Субраманьям (Padma Subramanyam), которые были основаны на 108 коротких фразах, описывающие специфику движения ног, бёдер, тела и рук, сопровождающиеся хаста-мудрой, как это описано в Натья-Шастре и других священных писаниях, а также как это видно на скульптурных изображениях храма Чидамбарам в Южной Индии. Доктор Падма Субраманьям написала книгу «Общие танцевальные коды каран Индии и Индонезии», основанной на собственных исследованиях храмов Прамбанан (Индонезия), Танджавур, Кумбаконам, Чидамбарам, Тируваннамалай и Вирудхачалам. В XX веке она была первой танцовщицей, которая восстановила караны как движения, которые ранее просто считались позами.
Некоторые гуру бхаратанатьям, такие как Адьяр Лакшман (Adyar Lakshman) (школа Калакшетры), а также гуру кучипуди — Вемпати Чинна Сатьям (Vempati Chinna Satyam) и Ч. Р. Ачарья (C. R. Acharya), также попытались восстановить все 108 каран, которые значительно отличались от интерпретаций Падмы Субраманьям, так сильно, что даже по чари (движение ноги) не существовало согласия относительно того, чья интерпретация правильна. Из-за значительных разниц в описании, большинство традиционных школ бхаратанатьям считают, что стиль Падмы Субраманьям, который включает караны, неверным, что вынудило её называть свой собственный стиль как бхаратанритьям, а не бхаратанатьям. Большинство учеников Падмы Субраманьям, такие как, например, Суджатха Мохан (Sujatha Mohan) (Падмашри Нритхьялая (Padmashree Nrithyalaya)), Ума Срирам (Uma Sriram), Джаяшри Раджагопалан (Jayashree Rajagopalan), обучались 108 каранам, воссозданным согласно её исследованиям.
Большинство современных школ бхаратанатьям и одисси смогли сохранить до наших дней посредством парампарой только небольшое количество каран и их производных, хотя совсем недавно для исполнения всех 108 каран использовались девадаси.
Кроме того, выполнение одних и тех же каран сильно отличаются друг от друга в разных классических индийских стилях. Что же касается точной техники выполнения, то в настоящее время не существует стандартов и общего согласия по поводу правильных интерпретаций текстов и скульптурных изображений.